# تأثير راشومون

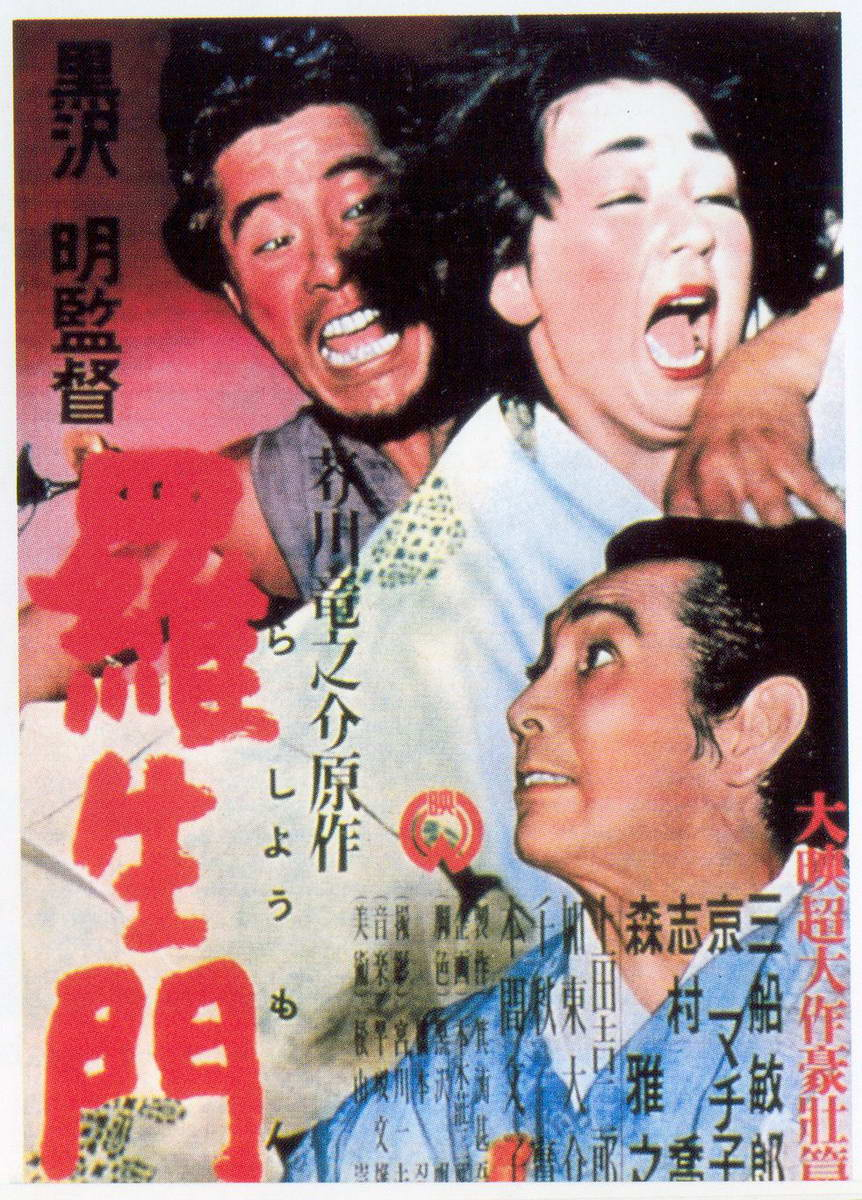

تأثر راشومون هو تأثير الذاتية على الإلمام بالحوادث المختزنة بالذاكرة، حيث بسبب هذا التأثير يكون لشاهدين على نفس الحادث قصص مختلفة إلا أن كل تلك القصص معقولة.
الاسم مأخوذ من فلم راشومون للمخرج أكيرا كوروساوا، الذي يتحدث عن جريمة شهد عليها 4 أشخاص والذين يصفوا الحادث بقصص متناقضة لبعضهم البعض. الفيلم مقتبس من قصتين قصيرتين كتبهم ريونوسكي أكوتاغاوا هما في غابة وراشومون.